# Juryj Fajkou
Juryj Alaksandrawicz Fajkou (błr. Юрый Аляксандравіч Файкоў, ros. Юрий Александрович Файков - Jurij Aleksandrowicz Fajkow; ur. 2 lutego 1969 w Mińsku) – białoruski hokeista, reprezentant Białorusi. Trener i działacz hokejowy.

## Kariera zawodnicza
- Dinamo Mińsk (1985-1986)
- SzWSM Mińsk (1986-1987)
- Dinamo Mińsk (1987-1988, 1989)
- Progress-SHVSM Grodno (1988-1991)
- Dinamo Mińsk (1991-1993)
- Tiwali Mińsk (1992/1993, 1993/1994)
- Junost' Mińsk (1994/1994)
- Torpedo Mińsk (1994/1995)
- Polimir Nowopołock (1995/1996)
- Podhale Nowy Targ (1995-1996)
- STS Sanok (1996-1997)
- TTH Toruń (1997-1999)
- HK Crvena zvezda Belgrad (2000-2001)
- HK Kieramin Mińsk (2008-2009)

Ukończył szkołę sportową Junost w Mińsku (grę rozpoczął w wieku 7 lat). W wieku juniorskim wystąpił w barwach ZSRR na mistrzostwach Europy lat 18 w 1987. W wieku seniorskim zagrał w pierwszym oficjalnym spotkaniu reprezentacji Białorusi 7 listopada 1992 w eliminacyjnym meczu do mistrzostw świata z drużyną Ukrainy (1:4). W sumie w reprezentacji Białorusi rozegrał 4 mecze.
Przez pięć sezonów grał w Dynamie Mińsk. Występował w polskiej lidze: w sezonie 1995/1996 w Podhalu Nowy Targ (zdobył mistrzostwo Polski), w sezonie 1996/1997 w klubie z Sanoka, a w sezonach 1997/1998 i 1998/1999 grał w TTH Toruń (wraz z nim z Sanoka do Torunia podążył Igor Mozgalow).

## Kariera trenerska i działacza
- Szynnik Bobrujsk (2009-2010), asystent trenera
- Szynnik Bobrujsk (2010-2011), główny trener
- Abu Dhabi Storms (2011-2014), główny trener
- Reprezentacja Zjednoczonych Emiratów Arabskich (2011-2014), główny trener
- Reprezentacja Białorusi do lat 18 (2015/2016, 2016/2017), główny trener
- Reprezentacja Białorusi do lat 20 (2015/2016), menedżer generalny
- Reprezentacja Białorusi do lat 20 (2016/2017, 2017/2018), główny trener
- Reprezentacja Białorusi (2015/2016, 2016/2017), asystent trenera
- Szachcior Soligorsk (2019-2022), główny trener

W sezonie 2009/2010 był asystentem trenera w białoruskim klubie HK Szynnik Bobrujsk, a w kolejnej edycji głównym trenerem. Od sezonu 2011/2012 podjął pracę trenera w Zjednoczonych Emiratów Arabskich w klubie Abu Dhabi Storms (z Abu Zabi). Równolegle został wówczas szkoleniowcem reprezentacji Zjednoczonych Emiratów Arabskich i jednocześnie klubu. W październiku 2012 prowadził kadrę ZEA w kwalifikacjach do MŚ 2013 III Dywizji, następnie w turniejach MŚ edycji 2013, 2014 (Dywizja III). W tym kraju był zatrudniony, także jako asystent Fajkoua, inny białoruski hokeista i trener Wital Sauko (wcześniej obaj wspólnie grali w Nowopołocku i Belgradzie)). Podjął funkcję szefa działu dzieci i młodzieży w Białoruskiej Federacji Hokejowej.
Potem podjął pracę w krajowej federacji hokejowej w ojczyźnie. Był głównym trenerem reprezentacji Białorusi na turniejach mistrzostw świata juniorów do lat 18 edycji 2016 (Dywizja IA, awans), 2017 (Elita, utrzymanie). Jednocześnie został menedżerem generalnym reprezentacji Białorusi do lat 20, pełniąc tę funkcję podczas turnieju mistrzostw świata juniorów do lat 20 edycji 2016 (Elita, spadek). Następnie objął funkcję głównego trenera tej reprezentacji prowadząc ją na MŚ edycji 2017 (Dywizja IA, awans) i 2018 (Elita, spadek). W sezonach ligowych ekstraligi białoruskiej  edycji 2016/2017, 2017/2018 był trenerem zespołu Białoruś U20, ulokowanego w Bobrujsku. Oprócz tego był asystentem selekcjonera seniroskiej reprezentacji Białorusi, Dave’a Lewisa, którą pełnił podczas turniejów mistrzostw świata w 2016, 2017.
W maju 2019 został ogłoszony głównym trenerem Szachciora Soligorsk. W styczniu 2022 odszedł ze stanowiska.

## Sukcesy
Zawodnicze reprezentacyjne
- Złoty medal Zimowej Spartakiady Narodów ZSRR: 1986 z Białoruską SRR[16]
- Brązowy medal mistrzostw Europy juniorów do lat 18: 1987 z ZSRR

Zawodnicze klubowe
- Złoty medal mistrzostw Białorusi: 1994 z Tiwali Mińsk
- Złoty medal mistrzostw Polski: 1996 z Podhalem Nowy Targ

Szkoleniowe reprezentacyjne
- Awans w kwalifikacjach do MŚ III Dywizji: 2012 z ZEA
- Awans do Elity MŚ do lat 18: 2016 z Białorusią
- Awans do Elity MŚ do lat 20: 2017 z Białorusią

Szkoleniowe klubowe
- Złoty medal Emirates Ice Hockey League: 2014 z Abu Dhabi Storms
- Srebrny medal mistrzostw Białorusi: 2020 z Szachciorem Soligorsk
- Brązowy medal mistrzostw Białorusi: 2021 z Szachciorem Soligorsk

Wyróżnienie
- Ekstraliga białoruska w hokeju na lodzie (2019/2020): najlepszy trener sezonu[17]